# 표연말
표연말(表沿沫, 1449년~1498년 9월 4일(음력 8월 19일))은 조선의 문신이다. 본관은 신창(新昌). 자(字)는 소유(少游), 호(號)는 남계(藍溪). 아버지는 상주교수(尙州敎授) 표계(表繼)다.
1469년(예종 1) 생원시와 진사시에 합격하고, 1472년(성종 3) 식년 문과에 급제하여 예문관 봉교(藝文館奉敎)를 거쳐 1484년 공조 좌랑(工曹佐郞)을 역임하였다.
과거시험에서 서거정(徐居正)의 문생이 된 인연으로 《필원잡기(筆苑雜記)》의 서문을 쓰기도 하였다. 1485년 장례원 사의(掌隷院司議)로서 《동국통감》 찬수에 참여하였다.
1486년(성종 17년) 중시 문과에 다시 급제한 뒤, 조봉대부(朝奉大夫) 수 사헌부 장령(守司憲府掌令)이 되었다.
1490년 이조참의, 대사성, 1492년 홍문관 응교(弘文館應敎), 대제학을 역임하고, 1493년 봉렬대부(奉列大夫)로 사간원 사간(司諫院司諫)이 되었다.
1494년(연산군 즉위년) 홍문관 직제학(弘文館直提學)을 역임하였다.
김종직(金宗直)의 문인으로서 소릉(昭陵) 추복(追復)에 관한 사실을 사초(史草)에 적은 것과 김종직의 행장(行狀)을 미화(美化)해 썼다는 이유로 1498년(연산군 4년) 무오사화에 연루되어 경원(慶源)으로 유배가던 중 객사하였다. 정확한 사인은 유배가던 도중 연산군에게 장형을 당한 장독이 도져서 사망했다.
1504년(연산군 10) 갑자사화 때 조위(曺偉), 정여창(鄭汝昌) 등과 함께 부관참시(剖棺斬屍)당하였다.
1507년(중종 2) 신원(伸寃)되어 함양의 남계서원(藍溪書院), 함창의 임호서원(臨湖書院)에 제향되었다. 1517년 이조판서에 추증되었다.

## 생애
1449년(세종 31)에 태어나고 1498년(연산군 4)에 49세를 일기로 돌아간 조선 전기의 문신文臣이다.
본관은 신창新昌이고, 자는 소유少游, 호는 남계藍溪ㆍ평석平石이며, 김종직金宗直과 서거정徐居正의 문인이다. 할아버지는 을충乙忠이고, 아버지는 감찰 계繼이며, 어머니는 정랑 안홍기安鴻起의 딸이었다.
약관에 문행文行과 도학道學 그리고 효행孝行으로 이 세상에 알려지고 당대의 김굉필金宏弼ㆍ정여창鄭汝昌 등과 함께 문장이 뛰어났으며, 같은 문하의 조위曺偉ㆍ김일손金馹孫 등과도 깊은 교유관계를 가졌었다.
1469년(예종 1)에 생원ㆍ진사시에 합격했고, 1472년(성종 3) 식년문과에 병과로 급제하여 예문관禮文館에 들어갔으며, 1485년 장례원掌隷院 사의司議로서『동국통감東國通鑑』찬수에 참여하였다. 그리고 이듬해 문과중시에 다시 병과로 급제한 뒤, 장령ㆍ사간 등을 거쳐 동지중추부사가 되었으며, 1490년에는 이조참의ㆍ성균관 대사성이 되고, 1492년에는 대제학大提學을 지냈다.
벼슬 첫길인 예문관 시절에 한림의 여러 선생들이 관례로 신관新官들을 침포侵暴하여 금육禁肉과 여악女樂으로 주연酒宴을 베푼 사실이 성종에게 알려져 징계가 내렸는데, 표연말 선생도 이 자리에 참석한 탓으로 파직되어 향리로 돌아간 적이 있었다. 이후로 향회鄕會에서 금육禁肉을 차린 것을 보면, ‘결코 성법聖法을 다시 어길 수 없다.’ 하고 자리를 같이하지 않았다고 한다.
또한 선생은 임금 앞에서라도 할 말은 다 하는 강직한 성품이었다. 얼마나 강직한가를 보여주는 일화가 있다.
어느 날 뱃놀이를 즐기는 연산군에게 표연말이 “안전한 육지를 두고 어찌 위험한 뱃놀이를 즐기십니까?” 하며 연산군을 말렸다. 화가 난 연산군이 표연말을 물에 빠트렸다. 연산군이 죽기 직전의 표연말을 건져 올리게 하고 시치미를 떼고 물었다. “네가 어찌하여 물에 빠졌는고?” 그러자 표연말이 대답했다. “신은 초나라 회왕의 신하 굴원을 만나러 갔다왔습니다.” 굴원은 어리석은 임금에게 낙심하고 물에 몸을 던져 죽은 충신이었다. 연산군은 자신이 어리석은 임금에 비유된 것에 화가 났다. “네가 정말 굴원을 만났느냐?" “진정 만났습니다. 그리고 그로부터 시 한 수를 얻었습니다.” “그래? 뭐라하더냐?” 표연말이 연산군을 보고 시를 읊었다.
나는 어리석은 임금을 만나

뜻을 이루지 못하고 강물에 빠져 죽었지만

너는 어진 임금을 만났는데

무슨 일로 이곳에 왔느냐

어리석은 연산군은 표연말이 자신을 어진 임금이라고 한데에 마음이 누그러져 그를 살려 주었다.
부모의 상喪을 주자의『가례』에 따라 치른 일로써, 스승인 선산부사 김종직의 추천을 받아 자급資級이 하나 높여졌다. 그 뒤 1495년(연산군 1) 응교應敎로 춘추관 편수관春秋館編修官이 되어『성종실록成宗實錄』편찬에 참여하였고, 이듬해인 1496년(연산군 2)에는 직제학直提學으로 폐비廢妃 윤씨尹氏의 추숭追崇을 반대하였다. 그 뒤 승지ㆍ대사간을 지냈다.
1498년(연산군 10) 무오사화戊午士禍때는 소릉昭陵 추복追復에 관한 사실을 사초史草에 적은 것과 김종직의 행장行狀을 미화美化해 썼다는 이유로 경원慶源으로 유배 가던 도중에 애석하게도 은계역銀溪驛에서 객사客死하셨다.
그리고 1504년 갑자사화 때에는 부관참시剖棺斬屍 당하였으나, 1507년(중종 2)에 신원伸寃되었다.
과거시험에서 서거정徐居正의 문생이 된 인연으로『필원잡기筆苑雜記』의 서문을 쓰기도 하였다.「논학論學」이라는 글에서는 김종직金宗直의 문인을 중심으로 한 초기 사림파의 학문관學問觀과 정치관政治觀의 일단을 보여주고 있으며, 당대의 명문장가名文章家인 유호인兪好仁 과는 같은 고향 친구로써 함께 성종의 총애를 받았다.
남계藍溪는 우리나라에서 한창 성리학이 성장할 때 살다간 사람이다. 그의 스승은 점필재였고, 서거정은 좌주座主였다. 그의 친구들은 김맹성金孟性ㆍ김굉필金宏弼ㆍ정여창鄭汝昌ㆍ조위曺偉ㆍ권오복權五福ㆍ유호인兪好仁 등이었다. 또 동문이면서 같은 관청에서 근무한 홍귀달洪貴達ㆍ허계許誡ㆍ홍한洪翰ㆍ이세인李世仁ㆍ유숭조柳崇祖 등과도 친히 교류하였다. 이 가운데에서 허계와 류숭조를 제외한 나머지 분들은 점필재의 문인이었다.
한훤당寒暄堂 김굉필과 일두一蠹 정여창鄭汝昌이 도학에만 뛰어났다면, 남계藍溪는 도학道學과 문장文章에서 뛰어났다. 그가 37세 되던 해(1479)에 실시한 문신제술文臣製述에서 당당히 1등을 한 것으로만 보아도 그의 글재주를 알 수 있다. 또 그가 우리나라에서는 처음으로 주자의 「재거감흥齋居感興」시에 차운하여「근차주자감흥謹次朱子感興」시 20수를 지었다. 이는 그가 주자학을 구체적으로 수용하였다는 것을 입증한다.
남계藍溪는 동방4현東方四賢, 또는 동방5현東方五賢의 반열에는 들지 못하였지만, 그는 도학과 문장을 다 갖춘 사람이었다.
남계藍溪는 주자학을 수용하여 우리나라에서는 처음으로『중용中庸』에 나오는 ‘존덕성尊德性 도문학道問學’이라는 말을 하나의 문젯거리로 다루었다. 그 뒤 16세기에 들어서 신독재愼獨齋 주세붕周世鵬ㆍ퇴계退溪 이황李滉 등이 그 뒤를 잇고 있다. 그는 고려말부터 싹이 트기 시작한 신유학新儒學, 즉 성리학性理學을 보다 깊이 체득하였고, 작품을 통하여 이론화 한 선구자였다.
남계藍溪는 함양의 구천서원龜川書院, 함창의 임호서원臨湖書院에 제향되었으며, 1517년 이조판서에 추증되었다. 그리고 묘소는 상주시 함창읍 대조2리 ‘새 사오게 마을’에 있다.
1854년(철종 5)에 후손 석준奭峻이 간행한『남계문집藍溪文集》4권 2책이 전해지고 있다.
남계의 아버지 한훤재寒暄齋 표계表繼가 함창咸昌의 검열교수檢閱敎授를 지냈다. 그러나 남계의 아버지가 함창에서 관직생활을 하다가 언제 함양咸陽으로 이사하였는지는 알 수 없다.
따라서 남계가 함양군 효리孝里에서 태어난 것으로 보아 적어도 아버지 대에 함양으로 이사한 것으로 추정된다.
이렇게 본다면 실제로 남계 자신이 함양에서 산 것은 그가 24살 되던 해 2월에 별시문과에 급제하기 이전으로 볼 수 있다.
또한 남계가 함양에 살면서 다시 상주 함창으로 장가를 들었는데 이것은 점필재 김종직의「혼인을 하러 함창에 가는 표 상사를 보냄(送表上舍之咸昌成親)을 보면 그 정황을 알 수 있다.

四月咸寧縣/ 사월을 맞은 함녕咸寧 고을의,

祥鍾富貴家/ 부귀한 집에 상서로움 모였다네.

應尋薪斧約/ 중매장이 혼약을 찾아야겠지만,

幾佇○琴和/ 부부간 즐거움 얼마나 기다렸나.

吉士吟梅實/ 훌륭한 낭군께 표유매를 읊었으니,

長松托女蘿/ 큰 소나무엔 여라 감고 올라가리.

靑雲知不遠/ 벼슬에 오를 날 멀지 않았으리니,

爲賀小登科/ 소과小科 합격한 것 축하하노라.

여기서 함령咸寧은 함창咸昌의 옛 이름이다. 남계가 결혼할 때의 나이가 정확히 몇 살이었는지는 명확하지 않다. 그러나 남계가 생원生員ㆍ진사시進士試에 합격한 것이 21살 되던 해(1469)이고 그가 대과에 급제한 것이 24살 되던 해(1472)이기 때문에 22살 아니면 23살 때에 결혼한 것으로 추정한다.
실제로 남계의 년보를 보면, 남계가 23살 되던 해에 남계 가에 집을 지었고, 또 자신의 호를 남계 또는 평석平石으로 했다는 기록이 있는데 남계 가에 집을 지었다는 것은 남계가 결혼했기 때문인 것으로 생각할 수 있다.
남계의 부인은 성주星州 이씨로 호군護軍을 지낸 종림從林의 딸이다.

### 학문과 자질
남계藍溪는 글공부하는 집안에서 태어났다. 특히 그는 점필재를 스승으로 모셨으며, 당대 경상도를 대표할만한 분, 더 나아가 우리나라를 대표할 만한 분들과 교류하였다. 이는 남계藍溪 자신이 그만큼 인격이나 학문에서 남보다 뒤지지 않았다는 것을 입증하는 일이다.
대봉大峯 양희지楊熙止(1439-1504)의 『대봉집大峯集』을 보면,「3월 3일에 북한사에 놀며 17명의 벗들이 연구聯句를 지었는데, 이 17명 속에는 난재 채수와 남계 표연말이 있었다. 그 가운데 남계가 지은 것은, “한발 한발 돌계단을 따라, 차츰 안개속으로 들어가네”였는데, 겉으로 보면 산길을 한 발 두 발 앞으로 나아가는 것을 묘사한 것 같기도 하다. 그러나 조금 더 깊이 들어가면 학문하는 방법을 묘사한 것 같기도 하다. 학문도 등산하듯이 조금씩 조금씩 앞으로 나아가야한다는 것이다. 어쩌면 이것이 남계가 살아가는 방식이 아니겠는가?
남계는 도덕과 문장, 충효와 절의에 있어서 누구라도 인정하지 않을 수 없는 사람이다. 먼저 이대연李大淵 등이 올린「구천서원청액소龜川書院請額疏」를 보면,
“표연말表沿沫과 문헌공文獻公 정여창鄭汝昌ㆍ문간공文簡公 정온鄭蘊ㆍ문효공文孝公 노정盧禎이 같은 고을에서 태어나 도덕과 문장, 충효와 절의가 모두 백세의 유종儒宗이다.”
라 했다. 한편 조긍섭曺兢燮은
“우리나라의 인재가 강정康靖과 공희恭僖때보다 더 흥한 적이 없었다. 앞에는 점필재佔畢齋가 창도하였고, 뒤에는 정암靜庵이 계승하였다. 그러나 도학의 순정함과 덕행의 의엿함을 논함에 있어, 위로는 점필재에게서 전수하였고 아래로는 정암靜庵이 통섭할 길을 열어 주었다. 곧 한훤당과 일두 두 선생이 지금 우리나라에서는 일성日星과 강하江河처럼 우뚝하게 되었다. 남계 선생은 당시에 이미 이분들과 실력이 비슷하였는데, 백년이 지난 뒤에 드러나고 그렇지 않은 차이가 있다. 그 이유가 화란禍亂을 겪은 뒤에 남아있는 문헌이 적어서이겠는가?”
라고 하였다. 위 글을 보면, 조긍섭은 점필재와 정암을 잇는 교두보 역할을 한 분이 한훤당寒暄堂ㆍ일두一蠹ㆍ남계藍溪라고 보았다. 단지 남계가 한훤당과 일두보다 적게 부각된 것을 몹시 아쉬워했다.
남계의 도학에 대해서는 한훤당의 제자인 정암靜菴 조광조趙光祖가 인정하였다. 조긍섭曺兢燮은,
“정암靜菴이 경연慶筵에서 유현儒賢을 포장하여 사습을 바로하기를 청하였는데, 한훤당과 일두, 그리고 선생을 반드시 언급하였다. 어찌 실체가 없으면서 두 선생 앞뒤에서 이처럼 간곡하였겠는가? 그러나 선생의 아름다운 덕행은 스승인 점필재의 편지 한 통으로도 증명하고 남는다.”
정암이 도학면에서 자신의 스승인 한훤당과 남계 그리고 일두를 지목하고 있었다. 이것은 남계가 그만큼 도학에 뛰어났다는 것을 입증하는 것이다. 또한,
“세상에서 선생에 대해 말하는 사람들은 선생이 도학과 문장이 있음을 알았다고 한다(世之談先生者, 知有先生之道學文章).”
에서 알 수 있듯이 남계는 도학에다가 문학을 더하였음을 알 수 있다.
따라서 한훤당과 일두가 도학면에서만 뛰어났다면, 남계는 도학과 문장 두 가지면에서 뛰어났다. 남계가 37살 되던 해인 성종 16년 10월에 실시한 문신제술文臣製述에서 당당히 1등을 한 것만으로도 남계의 글재주가 뛰어났다는 것을 입증할 수 있다.
또한 남계가 우리나라에서는 처음으로 주자의「재거감흥齋居感興」시에 차운하여「근차주자감흥謹次朱子感興」시 20수를 지었다. 비록 지금은 4수首만 남아 있는데 그 내용을 보면 문학과 철학을 겸하고 있다.

## 무오사화(戊午士禍)와 표연말(表沿沫)
무오사화戊午士禍는 조선왕조 최초의 사화士禍이다. 이 사화士禍의 발단은 1498년 ≪성종실록≫ 편찬 때 김종직金宗直이 쓴 ＜조의제문弔義帝文＞과, 훈구파 이극돈李克墩이 세조비 정희왕후貞熹王后의 국상 때 전라감사로 있으면서 근신하지 않고 장흥長興 기생과 어울렸다는 불미스러운 사실을 사초史草에 올린 것이 동기가 되었다.
대의명분大義名分을 존중하는 김종직金宗直과 신진사류들은 단종을 폐위, 살해하고 즉위한 세조의 불의를 탐탁하게 여기지 않았기 때문에 정인지鄭麟趾 등 세조의 공신들을 멸시하고, 대간臺諫의 직책을 이용해 세조의 잘못을 지적하는 한편 세조의 공신을 제거하고자 계속 상소해 그들을 자극하였다.
특히 김종직金宗直은 유자광柳子光이 남이南怡를 무고誣告로 죽인 자라 하여 멸시하였고, 함양군수로 부임해서는 유자광柳子光의 시詩가 현판된 것을 철거해 소각한 일이 있어 유자광柳子光은 김종직金宗直에 대해 원한을 품고 있었다.
또한 김종직金宗直의 문하생 김일손金馹孫도 춘추관의 사관으로서 이극돈의 비행을 직필해 서로 틈이 벌어져 있었다. 그래서 이극돈과 유자광柳子光은 서로 손을 잡고 보복을 꾀하려 했으나 성종 때는 김종직金宗直이 신임을 받고 있어 일을 꾸미지 못하였다.
그러나 성종이 승하하고 연산군이 즉위해서 ≪성종실록≫ 편찬을 위한 실록청實錄廳을 개설하였는데, 우연하게도 이극돈이 그 당상관으로 임명되면서 훈구파가 반격할 수 있는 발판을 가지게 되었다. 즉, 이극돈은 김일손金馹孫이 기초한 사초 속에 실려 있는 김종직金宗直의 ＜조의제문弔義帝文＞을 세조가 단종으로부터 왕위를 빼앗은 일을 비방한 글이라 파악하고 그 사실을 유자광柳子光에게 알렸다.
유자광柳子光은 즉시 세조의 신임을 받았던 노사신盧思愼ㆍ윤필상尹弼商 등과 모의해서 김종직金宗直이 세조를 비방한 것은 대역부도大逆不道한 행위라고 연산군에게 보고하였다. 연산군은 사림파의 간언諫言과 권학勸學에 증오를 느끼고 학자와 문인들을 경원敬遠했을 뿐 아니라 자기의 방종과 사치 행각에 추종하는 자를 좋아하였다.
연산군은 유자광柳子光의 상소를 기회로 김일손 등을 7월 12일부터 26일까지 신문한 끝에 이 사건은 모두 김종직金宗直이 교사한 것이라 결론지었다.
그래서 이미 죽은 김종직金宗直을 대역죄로 부관참시剖棺斬屍하고, 김일손金馹孫ㆍ권오복權五福ㆍ권경유權景裕ㆍ이목李穆ㆍ허반許磐 등은 간악한 파당을 이루어 세조를 무록誣錄했다는 죄명으로 능지처참凌遲處斬 등의 형벌을 가하였다. 같은 죄에 걸린 강겸姜謙은 곤장 100대에 가산을 몰수하고 변경의 관노官奴로 삼았다.
또한 표연말表沿沫ㆍ홍한洪瀚ㆍ정여창鄭汝昌ㆍ강경서姜景敍ㆍ이수공李守恭ㆍ정희량鄭希良ㆍ정승조鄭承祖 등은 불고지죄不告之罪로 곤장 100대에 3,000리 밖으로 귀양을 갔다.
그리고 이종준李宗濬ㆍ최보崔潽ㆍ이원李黿ㆍ이주李胄ㆍ김굉필ㆍ박한주朴漢柱ㆍ임희재任熙載ㆍ강백진康伯珍ㆍ이계맹李繼孟ㆍ강혼姜渾 등은 모두 김종직의 문도門徒로서 붕당朋黨을 이루어 국정을 비방하고 ＜조의제문＞의 삽입을 방조한 죄목으로 모두 곤장을 때려 귀양을 보내어 봉수烽燧와 노간爐干의 역을 지게 하였다.
한편, 어세겸魚世謙ㆍ이극돈李克墩ㆍ유순柳珣ㆍ윤효손尹孝孫ㆍ김전金銓 등은 수사관修史官으로서 문제의 사초를 보고도 고하지 않은 죄로 파면되었으며, 홍귀달洪貴達ㆍ조익정趙益貞ㆍ허침許琛ㆍ안침安琛 등도 같은 죄로 좌천되었다.
이 옥사로 많은 신진사류가 희생되었고 최초의 발견자요 최초의 발설자인 주모자 이극돈까지도 파면되었으나, 유자광柳子光만은 그 위세가 당당해 그 뜻을 거역하는 자가 없었다. 따라서 신진사류는 크게 위축되었다.
다분히 정치적인 의도가 숨어있는 이 무오사화戊午士禍는 속전속결이었다. 시작부터 주요 연루자들의 처벌이 끝날 때까지 채 한 달도 걸리지 않았으며, 본격적인 추국이 시작된 시점부터 계산하면 20일도 되지 않았다.

### 조의제문(弔義帝文)
무수한 인재들이 희생되었던 무오사화는 김종직이 쓴 조의제문弔義帝文이 발단이 되었다. 조의제문의 내용은 다음과 같다.
‘정축 10월 어느 날에 나는 밀성密城으로부터 경산京山으로 향하여 답계역踏溪驛에서 자는데, 꿈에 신神이 칠장七章의 의복을 입고 헌칠한 모양으로 와서 스스로 말하기를「나는 초楚나라 회왕懷王 손심孫心인데, 서초패왕西楚霸王에게 살해 되어 빈강郴江에 잠겼다.」하고 문득 보이지 아니하였다. 나는 꿈을 깨어 놀라며 생각하기를「회왕懷王은 남초南楚 사람이요, 나는 동이東夷 사람으로 지역의 거리가 만여 리가 될 뿐이 아니며, 세대의 선후도 역시 천 년이 휠씬 넘는데, 꿈속에 와서 감응하니, 이것이 무슨 상서일까? 또 역사를 상고해 보아도 강에 잠겼다는 말은 없으니, 정녕 항우項羽가 사람을 시켜서 비밀리에 쳐 죽이고 그 시체를 물에 던진 것일까? 이는 알 수 없는 일이다」하고, 드디어 문文을 지어 조문弔問한다. 하늘이 법칙을 마련하여 사람에게 주었으니, 어느 누가 사대四大 오상五常높일 줄 모르리오. 중화라서 풍부하고 이적이라서 인색한 바 아니거늘, 어찌 옛적에만 있고 지금은 없을손가. 그러기에 나는 이인夷人이요 또 천 년을 뒤졌건만, 삼가 초 회왕을 조문하노라. 옛날 조룡祖龍이 아각牙角을 농弄하니, 사해四海의 물결이 붉어 피가 되었네. 비록 전유鱣鮪, 추애鰌鯢라도 어찌 보전할손가. 그물을 벗어나기에 급급했느니, 당시 육국六國의 후손들은 숨고 도망가서 겨우 편맹編氓가 짝이 되었다오. 항양項梁은 남쪽 나라의 장종將種으로, 어호魚狐를 종달아서 일을 일으켰네. 왕위를 얻되 백성의 소망에 따름이여! 끊어졌던 웅역熊繹의 제사를 보존하였네. 건부乾符를 쥐고 남면南面을 함이여! 천하엔 진실로 미씨芈氏보다 큰 것이 없도다. 장자長者를 보내어 관중關中에 들어가게 함이여! 또는 족히 그 인의仁義를 보겠도다. 양흔낭탐羊狠狼貪이 관군冠軍을 마음대로 축임이여! 어찌 잡아다가 제부齊斧에 기름칠 아니했는고. 아아, 형세가 너무도 그렇지 아니함에 있어, 나는 왕을 위해 더욱 두렵게 여겼네. 반서反噬를 당하여 해석醢腊이 됨이여, 과연 하늘의 운수가 정상이 아니었구려. 빈의 산은 우뚝하여 하늘을 솟음이야! 그림자가 해를 가리어 저녁에 가깝고. 빈의 물은 밤낮으로 흐름이여! 물결이 넘실거려 돌아올 줄 모르도다. 천지도 장구長久한들 한이 어찌 다하리 넋은 지금도 표탕瓢蕩하도다. 내 마음이 금석金石을 꿰뚫음이여! 왕이 문득 꿈속에 임하였네. 자양紫陽의 노필老筆을 따라가자니, 생각이 진돈螴蜳하여 흠흠欽欽하도다. 술잔을 들어 땅에 부음이어! 바라건대 영령은 와서 흠향하소서.’
(丁丑十月日, 余自密城道京山, 宿踏溪驛, 夢有神披七章之服, 頎然而來, 自言: “楚懷王＾孫心爲西楚霸王所弑, 沈之郴江。” 因忽不見。 余覺之, 愕然曰: “懷王南楚之人也, 余則東夷之人也。地之相距, 不啻萬有餘里, 而世之先後, 亦千有餘載。來感于夢寐, 玆何祥也? 且考之史, 無沈江之語, 豈羽使人密擊, 而投其屍于水歟? 是未可知也。”遂爲文以弔之。惟天賦物則以予人兮, 孰不知尊四大與五常? 匪華豐而夷嗇, 曷古有而今亡? 故吾夷人, 又後千載兮, 恭弔楚之懷王。昔祖龍之弄牙角兮, 四海之波, 殷爲衁。雖鱣鮪鰍鯢, 曷自保兮, 思網漏而營營。時六國之遺祚兮, 沈淪播越, 僅媲夫編氓。梁也南國之將種兮, 踵魚狐而起事。求得王而從民望兮, 存熊繹於不祀。握乾符而面陽兮, 天下固無大於芉氏。 遣長者而入關兮, 亦有足覩其仁義。羊狠狼貪, 擅夷冠軍兮, 胡不收而膏齊斧? 嗚呼! 勢有大不然者兮, 吾於王而益懼。爲醢腊於反噬兮, 果天運之蹠盭。郴之山磝以觸天兮, 景晻愛以向晏。郴之水流以日夜兮, 波淫泆而不返。天長地久, 恨其可旣兮, 魂至今猶飄蕩。余之心貫于金石兮, 王忽臨乎夢想。循紫陽之老筆兮, 思螴蜳以欽欽。擧雲罍以酹地兮, 冀英靈之來歆。)
조의제문弔義帝文은 말 그대로 "의제義帝를 조문弔文하는 글"로써 초한쟁패기에 항우에게 살해당한 초나라 의제(회왕) 귀신이 꿈에서 나타났다는 형식을 취했는데 내용 중에서, 회왕義帝과 단종 모두 어린 왕이었다는 공통점이 있다. "아무런 관계도 없는 회왕이 왜 꿈에 나타났을까?"라는 마지막 문장의 뉘앙스도 그렇다. 결정적인 단서가 바로 "칠장의七章衣"이다.
‘칠장의七章衣’는 왕세자王世子가 입는 대례복大禮服으로서, 구장九章에서 용龍과 산(山)을 뺀 화충華蟲ㆍ불(火)ㆍ종이宗彛ㆍ조藻ㆍ분미紛米ㆍ보黼ㆍ불黻의 7개 무늬를 새겨 넣은 옷이다. 이 옷을 입은 사람은 노산군魯山君으로 강등된 단종端宗을 의미하며, 항우는 세조를 뜻하고, 의제는 세조에게 왕위를 빼앗기고 유배당한 단종을 의미한다고 해석했었다.
조의제문은 당시 지식인들도 읽기 어려울 정도로 은유적 표현이 가득한 글이었기 때문에 연산군이 알 수 없는 내용이었으나, 조의제문을 최초로 발견하고 이를 유자광에게 보고한 자가 이극돈李克墩이고, 유자광柳子光이 조의제문을 친절하게 조목조목 해석해서 연산군에게 일러주었다.
또한 비록 자신의 허물은 아니지만, 선대先代 세조世祖의 왕위찬탈王位簒奪이란 허물을 일개 신하臣下가 이렇게 당당하게 이야기하는 것은 왕조王朝의 전통성傳統性에 큰 영향을 주기 때문에 반드시 응징해야한다는 것이 연산군의 생각이었으며, 훈구파들은 이 일이 신진사림파를 제거하기 위한 절호의 기회라고 생각했었다.

### 무오사화(戊午士禍)의 전개
무오사화戊午士禍는 연산군 4년(1498) 7월 1일에 시작되었다.
“파평 부원군坡平府院君 윤필상尹弼商, 선성 부원군宣城府院君 노사신盧思愼, 우의정右議政 한치형韓致亨, 무령군武靈君 유자광柳子光이 차비문差備門에 나아가서 비사秘事를 아뢰기를 청하고, 도승지都承旨 신수근愼守勤으로 출납을 관장하게 하니 사관史官도 참예하지를 못했다. 그러자 검열檢閱 이사공李思恭이 참예하기를 청하니, 수근은 말하기를 ‘참예하여 들을 필요가 없다.’ 하였다.
이윽고 의금부 경역義禁府經歷 홍사호洪士灝와 도사都事 신극성愼克成이 명령을 받들고 경상도慶尙道로 달려갔는데, 외인은 무슨 일인지 알지를 못했다.,
그래서 연산군 4년(1498) 7월 17일에 전라도 도사都事 정종보鄭宗輔에게 김종직의 문집 판본을 불태울 것을 명하였으며, 예조에 전교하기를,
“중외의 사람 중 혹 김종직의 문집을 수장한 일이 있으면 즉시 수납輸納하게 하고 수납하지 않은 자는 중히 논죄하도록 하라”
하였다.
같은 날. 김일손의 사초에 실린 김종직의 조의제문弔義帝文에 대해서 연산군과 신하들이 논의를 시작했다.
“조룡祖龍이 아각牙角을 농弄했다.’는 조룡은 진 시황秦始皇인데, 종직이 진 시황을 세조에게 비한 것이요, 그 ‘왕위를 얻되 백성의 소망을 따랐다.’고 한 왕은 초 회왕楚懷王 손심孫心인데, 처음에 항량項梁이 진秦을 치고 손심을 찾아서 의제義帝를 삼았으니, 종직은 의제를 노산魯山에게 비한 것이다. 그 ‘양흔 낭탐羊狠狼貪하여 관군冠軍을 함부로 무찔렀다.’고 한 것은, 종직이 양흔 낭탐으로 세조를 가리키고, 관군을 함부로 무찌른 것으로 세조가 김종서金宗瑞를 베인 데 비한 것이요. 그 ‘어찌 잡아다가 제부齊斧에 기름칠 아니 했느냐.’고 한 것은, 종직이 노산이 왜 세조를 잡아버리지 못했는가 하는 것이다.
그 ‘반서反噬를 입어 해석醢腊이 되었다.’는 것은, 종직이 노산이 세조를 잡아버리지 못하고, 도리어 세조에게 죽임을 당한 것이요. 그 ‘자양紫陽은 노필老筆을 따름이여, 생각이 진돈하여 흠흠하다.’고 한 것은, 종직이 주자朱子를 자처하여 그 마음에 부賦를 짓는 것을, 《강목綱目》의 필筆에 비의한 것이다.
그런데 일손이 그 문文에 찬贊을 붙이기를 ‘이로써 충분忠憤을 부쳤다.’하였다.
생각건대, 우리 세조 대왕께서 국가가 위의危疑한 즈음을 당하여, 간신이 난亂을 꾀해 화禍의 기틀이 발작하려는 찰나에 역적 무리들을 베어 없앰으로써 종묘사직이 위태했다가 다시 편안하여 자손이 서로 계승하여 오늘에 이르렀으니, 그 공과 업이 높고 커서 덕이 백왕百王의 으뜸이신데, 뜻밖에 종직이 그 문도들과 성덕聖德을 기롱하고 논평하여 일손으로 하여금 역사에 무서誣書하는 지경에까지 이르렀으니, 이 어찌 일조일석의 연고이겠느냐.
속으로 불신不臣의 마음을 가지고 세 조정을 내리 섬겼으니, 나는 이제 생각할 때 두렵고 떨림을 금치 못한다.
동ㆍ서반東西班 3품 이상과 대간ㆍ홍문관들로 하여금 형刑을 의논하여 아뢰도록 하라.”

연산군의 하명下命을 받은 정문형鄭文炯ㆍ한치례韓致禮ㆍ이극균李克均ㆍ이세좌李世佐ㆍ노공필盧公弼ㆍ윤민尹慜ㆍ안호安瑚ㆍ홍자아洪自阿ㆍ신부申溥ㆍ이덕영李德榮ㆍ김우신金友臣ㆍ홍석보洪碩輔ㆍ노공유盧公裕ㆍ정숙지鄭叔墀은,

“지금 종직의 조의제문弔義帝文을 보니, 입으로만 읽지 못할 뿐 아니라 눈으로 차마 볼 수 없사옵니다. 종직이 세조조에 벼슬을 오래하여 재주가 한 세상에 뛰어났는데 세조가 받아드리지 못한다 하여, 울분과 원망의 뜻을 품고 말을 글에다 의탁하여 성덕聖德을 기롱했는데, 그 말이 극히 부도不道합니다.
그 심리를 미루어 보면 병자년에 난역亂逆을 꾀한 신하들과 무엇이 다르리까. 마땅히 대역大逆의 죄로 논단하고 부관 참시剖棺斬屍해서 그 죄를 명정明正하여 신민의 분을 씻는 것이 실로 사체에 합당하옵니다.”

라고 하였고, 다른 신하들도 거의 같은 내용으로 김종직에게 극형을 내리는 것이 옳다고 하였다. 또한 상주사람 채수蔡壽도 같은 의견을 내었고, 표연말表沿沫 선생도

“종직의 조의제문과 지칭한 뜻을 살펴보니 죄가 베어 마땅하옵니다.”

라 하였다. 그래서 김종직에 내리는 형刑은 정문형鄭文炯 등이 주창한대로 하기로 하였다. 그러나 이것으로 종결되지 않았다. 같은 날 연산군은 다시

“김종직의 제자를 끝까지 추궁할 필요는 없다. 그러나 내가 그 사람됨을 알고자 하니, 모조리 써서 아뢰라.”
라고 전교하자, 윤필상 등이 일손에게 직접 물으니,

“신종호는 종직이 서울에 있을 적에 수업하였고, 조위(曺偉)는 종직의 처제妻弟로서 젊어서부터 수업하였고, 채수蔡壽ㆍ김전金詮ㆍ최보崔漙ㆍ신용개申用漑ㆍ권경유權景裕ㆍ이계맹李繼孟ㆍ이주李胄ㆍ이원李黿은 제술製述로 과차科次받았고, 정석견鄭錫堅ㆍ김심金諶ㆍ김흔金訢ㆍ표연말表沿沫ㆍ유호인兪好仁ㆍ정여창鄭汝昌도 역시 모두 수업하였는데, 어느 세월에 수업했는지는 알지 못합니다.
이창신李昌臣은 홍문관 교리가 되었을 적에 종직이 응교應敎로 있었는데, 창신이《사기史記》의 의심난 곳을 질문하였으며, 강백진康伯珍은 삼촌 조카로서 젊었을 적부터 수업하였고, 유순정柳順汀은 한유韓愈의 글을 배웠고, 권오복權五福은 종직이 동지성균同知成均 시절에 관에 거접하였고, 박한주朴漢柱는 경상도慶尙道 유생儒生으로서 수업하였고, 김굉필金宏弼은 종직이 상喪을 만났을 때에 수업했습니다.
그 나머지도 오히려 많다고 한 것은, 이승언李承彦ㆍ곽승화郭承華ㆍ장자건莊姉健 등입니다.”

라고 하였다.,
7월 18일 윤필상 등이 아뢰기를,
“이원李黿이 종직宗直의 시호諡號를 의론하면서 아름다움을 칭찬한 것이 공자孔子와 같았으며, 표연말表沿沫이 종직의 행장行狀을 지었으니, 청컨대 아울러 국문하옵소서.”

하니, 기다렸다는 듯이 연산군이 ‘그렇게 하라’고 전교傳敎하였다. 그래서 김종직의 시호를 의론한 이원李黿과 김종직의 행장行狀을 지은 표연말表沿沫 선생의 공초供招가 시작되었다. 먼저 이원李黿이 공초供招하기를,

“신은 일찍이 종직에게 수업하지 않았습니다. 다만 종직이 동지성균同知成均으로 있을 적에 신이 생원生員으로 성균관에 거접居接하면서 목은牧隱의 관어대부觀魚臺賦를 차운次韻하여 종직의 과차科次로 나아가니, 종직이 칭찬을 하였습니다. 일손이 신더러 그 제자라 한 것은 아마도 이 때문일 것이오며, 그 문집도 신은 일찍이 보지 못하였고, 이른바 ‘육군六君’이란 것도 역시 알지 못하옵니다.
신이 봉상 참봉奉常參奉이 되어 종직의 시호를 의론하기를 ‘종직은 천자天資가 순수하고 아름다우며 온량溫良하고 자애慈愛하였고, 일찍이 시례詩禮를 배워 자신이 이 도를 책임하여 덕에 의거하고 인仁에 의지하고, 충신하고 독경篤敬하여 사람 가르침을 게을리하지 아니하고, 사문斯文을 일으키는 것으로써 자기 직책을 삼았다. 그 학문을 하는 데는 왕도를 귀히 여기고 패도를 천히 여겼고, 그 일에 임해서는 지극히 간략하여 번거함을 제거하였고, 그 사람을 가르침은 문文을 널리 배워 예로 간략하고, 어버이를 섬기면 그 효를 다하고 임금을 섬기면 그 충을 다했으며, 사람의 선을 가리지 않고 사람의 악을 드러내지 않았으며, 청淸해도 애隘하지 않고 화和해도 흐르지 않았으며, 문장과 도덕이 세상에 특출하였으니, 참으로 삼대三代 시대의 유재遺才인 동시에 사문斯文에 대한 공이 중하다.’ 하였습니다.
그러나 신은 본시 종직의 사람됨을 알지 못하옵고, 다만 표연말表沿沫이 지은 행장行狀에 극구 칭찬하였기 때문에 이에 인하여 이렇게 의론한 것이온데, 그때에 신이 과찬을 한 것으로써 죄를 받았습니다.”

하였다. 다음은 표연말表沿沫 선생이 공초하기를,

“신은 함양咸陽에 사옵는데, 종직이 본군의 군수로 와서 신이 비로소 알게 되었습니다. 그 후 신이 향시鄕試에 합격하고 경의經義에 의심나는 곳을 질문하였으며, 그 문집은 신이 보았으나 단 조의제문은 문의를 해득하지 못했으며, 그 시집詩集은 당시에 보지 못했으므로 이른바 ‘육군六君’이 어느 사람을 지적한 것인지 알지 못하옵니다.
다만 신이 종직의 행장을 지으면서 쓰기를 ‘공의 도덕과 문장은 진실로 일찍이 현관顯官으로 등용되어 사업에 베풀었어야 할 것인데 어버이를 위하여 외직外職을 빌어 오래 하리下吏에 머물러 있었고, 늦게야 임금의 알아줌을 입어 빨리 육경六卿으로 승진되어 바야흐로 크게 쓰이게 되었는데, 공의 병은 이미 어찌할 수 없는 지경에 이르러 두 번 다시 조정에 오르지 못하였으니, 어찌 우리 도의 불행이 아니랴! 의논하는 자는,「공이 조정에 선 지 오래지 않아서 비록 큰 의논을 세우지 못하고 큰 정책을 진술하지 못했다.」하지만, 한 세상의 사문斯文의 중망을 짊어지고 능히 사도師道로서 자처하여 인재를 작성함에 있어서는 근세에 한 사람일 따름이다.’ 하였습니다.”

하였다.
두 사람은 단지 학문적으로 김종직이란 거유巨儒를 숭상했기 때문에 별다른 의미를 두지 않고 시호를 의론하고 행장을 지었을 뿐인데도 불길한 예감이 드는 쪽으로 일이 진행되었다. 7월 19일에는 실록청實錄廳에서,

“홍한洪瀚의 사초史草에는, ‘세조께서 화가 위국化家爲國를 꾀하고자 하여 음으로 무사武士와 결탁했다.’ 하였고, 신종호申從濩의 사초에는 ‘노산魯山의 난亂에 정창손鄭昌孫이 맨 먼저 계창하여 벨 것을 청했으니, 노산이 비록 세조에게 죄를 지었다 할지라도 창손昌孫이 몸소 섬기었는데, 차마 제창하여 베자고 할 수 있겠는가.’ 하였고, 표연말表沿沫의 사초에는 문종 비의 처음 능인 소릉昭陵을 헌 일들은 문종에게 저버림이 많았다.’ 하였습니다.”

라며, 일을 확대하려 하자, 표연말表沿沫 선생이 나서서,

“세조 대왕께서 운을 타고 흥기하셨고 문종은 이미 승하하셨으니, 소릉昭陵을 반드시 헐지 않아도 되는데 헐어버렸기 때문에 문종에게 저버림이 있다 한 것입니다. 세조조世祖朝의 일을 《성종실록》에 쓴 것은, 이미 정미수鄭眉壽를 수용한 것을 썼기 때문에 그 사유를 자상히 밝히고자 하여 그런 것입니다.”

하고 일의 전말을 있는 그대로 아뢰었으며, 홍한洪瀚도 공초하기를,

“신이 한림翰林이 되어 국조의《실록》을 보니 이르되, ‘세조 대왕이 난리를 평정하기 위해 바야흐로 선비를 구하자, 권남權擥이 한명회韓明澮를 추천하니, 명회는 심복心腹과 이목耳目이 되어 많은 무사를 천거하여 마침내 큰 공을 이루었다 하였기에, 명회의 죽음을 기록함에 있어 그 출처와 시말을 자상히 하고자 해서 그렇게 한 것이었고, 화가化家를 꾀하고자 했다는 것은 옛 글에, ‘집을 화化하여 나라를 만든다. ‘化家爲國’는 말이 있기 때문이었고, 음陰으로 무사와 결탁했다는 것은, 그때에 권간權奸들이 용사用事하여 흉화兇禍가 불측하므로 감히 드러나게 일을 도모할 수 없었고 명회도 역시 음으로 무사를 천거했기 때문입니다.”

하였다.
그러나 연산군은 그렇게 생각하지 않았다. 같은 날 연산군은 정석견鄭錫堅 등의 초사招辭를 보고, 전교하기를,

“표연말表沿沫ㆍ이원李黿은 진실로 죄가 있거니와, 석견이 말하기를 ‘종직의 시집詩集을 펴 볼 겨를이 없었다.’ 하였는데, 이 말은 어떠냐? 그 나머지 사건 관계자는 모조리 석방하는 것이 어떠하냐? 이주李胄의 말한 바는 반드시 내용이 있으니, 신문해 보라.”

하니, 윤필상尹弼商 등이 공의共議하여, 채수蔡壽ㆍ이창신李昌臣ㆍ김심金諶 등을 써서 아뢰기를,

“이 세 사람은 당연히 석방해야 하오며, 김전金詮은 당연히 신문할 일이 있사오며, 최부崔溥는 사초史草와 행장行狀에 제자弟子라 칭하였고, 그 초사招辭에 또 이르기를, ‘비록 시집은 수장하였지만 펴 볼 겨를이 없었다.’ 한 것은, 이 말이 바르지 못한 것 같사오며, 사초에 이르기를, ‘김굉필金宏弼은 더욱 종직이 애중히 여기는 바 되었다.’ 하였으니, 이 세 사람은 석방할 수 없사옵니다. 석견의 ‘단지 목록만 보고 그 글을 보지 못했다.’는 그 말도 바르지 못한 것 같습니다마는, 전라도는 사무가 하도 많으니 진실로 펴 볼 겨를이 없었을 것이오며, 또 그가 종직에게 붙지 않은 내용은 유자광이 갖추어 알고 있사옵니다.”

하였다. 그러자 정석견이 김종직에게 붙지 않은 사유를 유자광이 알고 있다고 지목받은 유자광柳子光은 아뢰기를,

“신은 듣자온즉, 함양咸陽 사람들이 종직의 사당을 세운다 하기에 바로 물어 본 결과, 대개 표연말表沿沫ㆍ유호인兪好仁이 사주한 것이요, 그 고을 부로父老들이 하고자 한 것은 아니었습니다. 신은 본 고향이므로 중지시켰더니, 나중에 신이 거상守喪하느라고 남원 고을에 사는데, 이 승지承旨가 되어 정석견에게 편지를 통해서 신에게 촉탁을 하게 하였습니다.
그래서 석견은 신을 찾아와 표연말表沿沫의 뜻을 말하므로, 신은 말하기를, ‘그대의 생각에는 사당을 세우는 것이 어떻다고 생각하는가?’ 하였더니, 석견은 말하기를, ‘우리 조부祖父가 향곡鄕谷에 있어 아이들을 교수敎授하여 근후謹厚함으로 소문났는데, 이때에 조정에서 학식과 도학이 높은데도 벼슬을 않고 숨어 사는 선비를 구하자, 고을 사람들이 내 조부로 명命에 응하려 하니, 내 형兄은 말리면서 말하기를, ‘내 조부의 행적은 이뿐인데 어진 이를 구하는 명령에 응하려고 한다면, 이는 비단 당세當世를 속이는 것일 뿐 아니라 또한 후세를 속이는 것이다.’ 하였는데, 지금 이 사당을 세우는 것도 역시 후세를 속이는 것이다.’ 했은 즉, 석견이 종직의 당黨이 아니라는 것은 명백하옵니다.”

하니, 연산군은,

“채수ㆍ이창신ㆍ김심은 석방하라. 무령군武靈君 유자광이 비록 석견錫堅이 종직에게 붙지 않은 사실을 해명했지만, 역시 선뜻 석방하는 것은 불가하다. 그러나 뭇사람들의 공론이 역시 석방할 만하다 하니 석방하도록 할 것이나, 다만 문집文集을 간행한 잘못만은 율律에 비추어 계하도록 하라.
성중엄成仲淹은 구금을 당한 지가 이미 오래요, 또 그가 연류된 것은 이목의 편지 때문이니, 아직 석방을 보류하고 신문해야 할 일이 있거든 국문하는 것이 어떠하냐?”
하매, 윤필상尹弼商 등이 아뢰기를,

“중엄仲淹의 범죄에 대한 경중은 현재로 분변되지 못했으니, 선뜻 석방할 수 없사옵니다.”

하였다. 이에 전교하기를,

“알겠다. 지금 이 옥사獄事는 세상에 폭로하기 위한 것인데, 불초한 자가 다시 써 두는 일이 있을까 염려된다.”

하였다. 윤필상尹弼商 등이 아뢰기를,

“신문이 끝나면 당연히 교서敎書를 발포發布하여 중외에 유시해야 하고, 그 옥사獄辭와 교서는 사관史官이 마땅히 모두 써야 하니, 비록 불초한 자가 써 두는 일이 있다 할지라도 후세에서 누가 잘 믿겠습니까.”

하니, 전교하기를,

“내일 내가 마땅히 다시 말하겠다.”

하였다. 윤필상尹弼商 등이 이주李胄를 형장 심문할 것을 청하니, 전교하기를,

“이는 반드시 사연이 있을 것이니, 형장 심문하도록 하라.”

하였다. 이주는 형장刑杖 30대를 맞고서 공초供招하기를,

“신이 언관言官으로서 전하의 의향을 돌리고자 그리하였습니다. 어찌 딴 사정이 있사오리까.”

하였다. 또한 필상 등은 왕명으로 석방된 홍한洪瀚ㆍ표연말表沿沫ㆍ최부崔溥를 형장 심문할 것을 청하니, 무슨 생각에서인지 왕은 그들의 주문에 응하였다. 그러자 필상 등이 아뢰기를,

“율律에 비추어 정석견이 종직의 문집을 발간한 죄는 곤장 80대와 고신告身 3등을 박탈하는 것에 해당하옵니다.”

하니, 파직罷職시키도록 하였다. 7월 20일에는 허반許磐의 공초가 있었다.

“신의 처음 초사招辭에 ‘덕종의 상喪을 끝마친 뒤에 세조께서 권씨에게 육식肉食을 권했는데, 권씨가 먹지 아니하니, 상이 노하시자 권씨가 달아났다.’는 일은 집안에서 항상 말해 오기로 신이 이를 일손에게 말했다 하였사온데, 그 실상인즉 당초에 윤씨의 일을 말할 때에 권씨의 일까지 연속해서 말하였기 때문에, 말이 오가는 사이에 착오가 생겨서 과연 일손의 기재한 바와 같이 되었사옵니다.”

그리고 표연말表沿沫 선생도 공초하였다.

“신의 사초史草에 ‘소릉昭陵을 꼭 헐지 않아도 되는데 헐었다.’고 한 것은, 문종께서 승하하신 뒤에 헐어버렸기 때문이며, 조의제문으로 말하오면 글 뜻이 험하고 궁벽하기 때문에 알아보지 못하였사옵고, 종직의 행장에 도덕과 문장을 극구 칭찬한 것은, 종직의 가슴속에 쌓인 포부를 비록 알리지는 못했을지라도 한 시대 사람들이 다 일컫기 때문에 신이 행장에다 이와 같이 칭찬한 것이옵니다.”

하였다. 그리고 7월 26일에는 윤필상尹弼商 등이 사초 사건 관련자 김일손金馹孫ㆍ권오복ㆍ권경유 등의 죄목을 논하여 서계書啓하기를,

“김일손金馹孫ㆍ권오복權五福ㆍ권경유權景裕는 대역大逆의 죄에 해당하니 능지처사凌遲處死하고, 이목李穆ㆍ허반許磐ㆍ강겸姜謙은 난언절해亂言切害의 죄에 해당하니 베어 적몰籍沒하고, 표연말表沿沫ㆍ정여창鄭汝昌ㆍ홍한洪瀚ㆍ무풍부정武豊副正 총摠은 난언亂言을 했고, 강경서姜景敍ㆍ이수공李守恭ㆍ정희량鄭希良ㆍ정승조鄭承祖는 난언亂言한 것을 알면서도 고발하지 아니하였으니 아울러 곤장 1백 대에 3천 리 밖으로 내쳐서 봉수군烽燧軍 정로한庭爐干으로 정역定役하고, 이종준李宗準ㆍ최부崔溥ㆍ이원李黿ㆍ강백진康伯珍ㆍ이주李胄ㆍ김굉필金宏弼ㆍ박한주朴漢柱ㆍ임희재任熙載ㆍ이계맹李繼孟ㆍ강혼姜渾은 붕당朋黨을 지었으니 곤장 80대를 때려 먼 지방으로 부처付處하고, 윤효손尹孝孫ㆍ김전金詮은 파직을 시키고, 성중엄成重淹은 곤장 80대를 때려서 먼 지방으로 부처하고, 이의무李宜茂는 곤장 60대와 도역徒役 1년에 과하고, 유순정柳順汀은 국문하지 못했으며, 한훈韓訓은 도피 중에 있습니다.”
하고, 따라서 대간臺諫들도 역시 붕당朋黨으로 논한 것을 청하였다. 유자광은 아뢰기를,

“강겸姜謙이 맨 처음 허반許磐의 말을 들었으나, 일손이 말을 내놓은 후 답하기를, ‘나도 역시 일찍이 권씨의 조행이 과연 높다고 들었다.’ 하였은 즉, 허반의 죄와는 사이가 있지 않을까 하옵니다.”

하고, 노사신은 아뢰기를,

“종직이 시문詩文을 지어서 기롱하였으니, 그 정이 절해切害하므로 대역大逆으로써 논단하는 것이 진실로 당연하오나, 일손 등은 단지 종직의 시문만을 찬양하였으니, 종직과 더불어 죄과를 같이 하는 것은 부당하옵니다.
이 일은 마땅히 후세에 전해야 할 것이 온 즉 용이하게 결정지을 수 없사오니, 난언 절해亂言切害로 논하는 것이 어떠하옵니까? 비록 이와 같이 하여도 역시 마땅히 가산家産은 적몰籍沒해야 하옵니다.”

하고, 윤필상尹弼商은 아뢰기를,

“신종호申從濩ㆍ이육李陸은 지금 비록 사망하였사오나, 아울러 그 죄를 다스리는 것이 어떠하옵니까?”

하니, 전교하기를,
“일손 등을 벨 적에는 백관百官으로 하여금 가 보게 하라. 근일 경상도慶尙道와 제천堤川 등지에서 지진地震이 일어난 것도 바로 이 무리들 때문에 그런 것이다. 옛사람은 지진이 임금의 실덕에서 온다 하였으나, 그러나 금번의 변괴는 이 무리의 소치가 아닌가 여겨진다.
유생儒生이 혹은 관館에 있고 혹은 사학四學에 있으므로 단지 옛 글만 보았고, 조정의 법을 알지 못하여 서로 더불어 조정朝政을 비방하니, 어찌 이와 같은 풍습이 있었겠는가.
이 무리가 비록 문학이 있다 할지라도 소위가 이러하니, 도리어 학식이 없는 사람만 못하다. 죄 있는 자는 당연히 그 죄에 처해야 하는 것이니, 이 뜻으로써 다시 선성 부원군宣城府院君 노사신에게 물으라.
무령군 유자광이 말한 강겸姜謙의 일은 과연 가긍한 점이 있으니, 그 죄가 마땅히 허반보다 경해야 하며, 그 나머지도 스스로 율문律文이 있을 것이나 오직 이주李胄만은 당연히 한 등급을 더해야 하며, 윤효손尹孝孫은 기망欺罔한 말이 있었으니, 당연히 파직해야 하며, 이극돈李克墩은 아뢰려 한 지가 오래라고 한다.
어세겸魚世謙도 역시 파직해야 하느냐? 의논하여 아뢰라. 이육과 신종호도 마땅히 죄를 다스려야 한다. 이는 큰일이니 나는 종묘에 고유하고 중외中外에 반사頒赦하려고 한다. 경들의 생각은 어떠한가?”

하였다. 윤필상尹弼商 등이 아뢰기를,

“종묘에 고유하고 사령赦令을 반포하는 것은 너무도 당연하옵니다. 이육ㆍ신종호에 있어서는 고신告身을 추탈追奪하는 것이 어떠하옵니까?”
하였다. 윤필상을 중심으로 한 일파들은 연산군의 구미口味에 맞는 이야기만 하였으나, 사신은 그렇지 않았다. 모두가 김일손의 죄를 무겁게 이야기한 것에 비해서 사신들은 김일손이 시문詩文을 자작自作한 것이 아니고 단지 김종직만 찬양하는데 그쳤기 때문에 그 죄가 마땅히 가벼워야 한다고 했으나 연산군은 이를 묵살해 버리고 전교하기를,

“종호從濩 등은 아뢴 바에 의해 처치하라.”

하였다. 같은 날. 연산군은 전교하기를,

“유형流刑이나 부처付處를 받은 사람들은 마땅히 15일 노정路程 밖으로 정배定配해야 한다.”

하니, 윤필상尹弼商 등이 서계하기를,

“강겸姜謙은 강계江界에 보내어 종을 삼고, 표연말表沿沫은 경원慶源으로, 정여창鄭汝昌은 종성鍾城으로, 강경서姜景敍는 회령會寧으로, 이수공李守恭은 창성昌城으로, 정희량鄭希良은 의주義州로, 홍한洪瀚은 경흥慶興으로, 임희재任熙載는 경성鏡城으로, 총摠은 온성穩城으로, 유정수柳廷秀는 이산理山으로, 이유청李惟淸은 삭주朔州로, 민수복閔壽福은 귀성龜城으로, 이종준李宗準은 부령富寧으로, 박한주朴漢柱는 벽동碧潼으로, 신복의辛服義는 위원渭原으로, 성중엄成重淹은 인산麟山으로, 박권朴權은 길성吉城으로, 손원로孫元老는 명천明川으로, 이창윤李昌胤은 용천龍川으로, 최부崔溥는 단천端川으로, 이주李胄는 진도珍島로, 김굉필金宏弼은 희천熙川으로, 이원李黿은 선천宣川으로, 안팽수安彭壽는 철산鐵山으로, 조형趙珩은 북청北靑으로, 이의무李宜茂는 어천魚川으로 정배定配하소서.”
하니, 연산군이 그렇게 하라고 했다.
그래서 이튿날 7월 27일에는 김일손 등을 벤 것을 종묘 사직에 고유하고, 백관의 하례를 받고 중외에 사령赦令을 반포하기를,

“삼가 생각하건대 우리 세조 혜장 대왕世祖惠莊大王께서 신의 자질로 국가가 위의危疑하고 뭇 간신이 도사린 즈음을 당하여, 침착한 기지와 슬기로운 결단으로 화란禍亂을 평정시키시니 천명天命과 인심이 저절로 귀속되어, 성덕聖德과 신공神功이 우뚝 백왕百王의 으뜸이었다.
그 조종祖宗에게 빛을 더한 간대艱大한 업적과 자손에게 끼친 연익燕翼의 모훈謨訓을, 자자손손 이어 받아 오늘에까지 이르러 아름다웠었는데, 뜻밖에 간신 김종직이 화심禍心을 내포하고, 음으로 당류黨類를 결탁하여 흉악한 꾀를 행하려고 한 지가 날이 오래되었노라.
그래서 그는 항적項籍이 의제義帝를 시해한 일에 가탁假託하여, 문자에 나타내서 선왕先王을 헐뜯었으니, 그 하늘에 넘실대는 악은 불사不赦의 죄에 해당하므로 대역大逆으로써 논단하여 부관참시剖棺斬屍를 하였고, 그 도당 김일손ㆍ권오복ㆍ권경유가 간악姦惡한 붕당을 지어 동성상제同聲相濟하여 그 글을 칭찬하되, 충분忠憤이 경동한 바라 하여 사초에 써서 불후不朽의 문자로 남기려고 하였으니, 그 죄가 종직과 더불어 과科가 같으므로 아울러 능지처사凌遲處死하게 하였노라.
그리고 일손이 이목ㆍ허반ㆍ강겸 등과 더불어 없었던 선왕의 일을 거짓으로 꾸며대서 서로 고하고 말하여 사史에까지 썼으므로, 이목ㆍ허반도 아울러 참형斬刑에 처하고, 강겸은 곤장 1백 대를 때리고 가산家産을 적몰籍沒하여 극변極邊으로 내쳐 종으로 삼았노라.
그리고 표연말表沿沫ㆍ홍한洪瀚ㆍ정여창鄭汝昌ㆍ무풍정茂豊正 총摠 등은 죄가 난언亂言에 범했고, 강경서姜景敍ㆍ이수공李守恭ㆍ정희량鄭希良ㆍ정승조鄭承祖 등은 난언難言임을 알면서도 고하지 않았으므로 아울러 곤장 1백 대를 때려 3천 리를 밖으로 내치고, 이종준李宗準ㆍ최부崔溥ㆍ이원李黿ㆍ이주李胄ㆍ김굉필金宏弼, 박한주朴漢柱ㆍ임희재任熙載ㆍ강백진康伯珍ㆍ이계맹李繼孟ㆍ강혼姜渾 등은 모두 종직의 문도門徒로서 붕당을 맺어 서로 칭찬하였으며, 혹은 국정國政을 기의譏議하고 시사時事를 비방하였으므로, 희재는 곤장 1백 대를 때려 3천 리 밖으로 내치고, 이주는 곤장 백 대를 때려 극변極邊으로 부처付處하고 이종준ㆍ최보ㆍ이원ㆍ김굉필ㆍ박한주ㆍ강백진ㆍ이계맹ㆍ강흔 등은 곤장 80대를 때려 먼 지방으로 부처함과 동시에 내친 사람들은 모두 봉수군烽燧軍이나 정로한庭爐干의 역役에 배정하였고, 수사관修史官 등이 사초를 보고도 즉시 아뢰지 않았으므로 어세겸魚世謙ㆍ이극돈李克墩ㆍ유순柳洵ㆍ윤효손尹孝孫 등은 파직하고, 홍귀달洪貴達ㆍ조익정趙益貞ㆍ허침許琛ㆍ안침安琛 등은 좌천左遷시켰다. 그 죄의 경중에 따라 모두 이미 처결되었으므로 삼가 사유를 들어 종묘 사직에 고하였노라.
돌아보건대 나는 덕이 적고 일에 어두운 사람으로 이 간당奸黨을 베어 없앴으니, 공구한 생각이 깊은 반면에 기쁘고 경사스러운 마음도 또한 간절하다. 그러므로 7월 27일 새벽을 기하여 강도ㆍ절도와 강상綱常에 관계된 범인을 제외하고는 이미 판결이 되었든 판결이 안 되었든 모두 사면하노니, 감히 유지宥旨를 내리기 이전의 일로써 서로 고발하는 자가 있으면 그 죄를 다스릴 것이다.
아! 인신人臣이란 난리를 만들 뜻이 없어야 하는 것이다. 부도不道의 죄가 이미 굴복하였으니, 군자가 이용하여 과過를 사하고 죄를 유宥한다.’ 하듯이 마땅히 유신惟新의 은혜에 젖도록 하겠다. 그러므로 이에 교시敎示하는 것이니, 이 뜻을 납득할 줄 안다.”

하였다.
그리하여 상주가 낳은 명신名臣 표연말表沿沫 선생은 유배지 경원으로 떠났으나 도중에 있는 은계역銀溪驛에서 돌아가셨다. 참으로 안타까운 일이었다.

## 조선왕조실록의 기록
성종실록 13권에는 표연말 선생을
“평생에 학문과 행실을 행하였으며, 어미의 상을 당하자 애훼哀毁함이 제도를 넘고 소상小祥에야 비로소 소채를 먹었고, 여묘에서 3년을 살며 술을 마시지 않았고, 이를 보이고 웃지 않았으며, 밤에 띠를 풀지 않았고, 영역塋域 밖에는 한 번도 발을 딛지 않았습니다. 상사喪事를 다스리는 데는 한결같이 《주문공가례朱文公家禮》에 의하니, 향리鄕里가 감화하여 불재佛齋를 폐한 자가 있으며, 3년상을 마친 뒤 형제를 모아 유산을 나누는데, 노비(臧獲)의 젊고 장성한 자는 형들이 모두 스스로 점유하려고 하니,
표연말表沿沫선생이 눈물을 흘리며 흐느껴 말하기를, ‘어머님은 평상시에 이 노비를 모두 소매少妹에게 소속시킬 뜻이었는데, 아직 신령이 지켜보고 있는 것 같거늘 차마 그 뜻을 저버리겠습니까?’ 하고 마침내 노약老弱한 자를 취하여 먼저 자기에게 예속하니, 형들이 부끄러워 감히 논박하지 못하였습니다.
향중鄕中에 지식이 있는 자가 모두 말하기를, ‘표연말의 아들의 행실은 설포薛包에게도 부끄러울 게 없다.’고 하였습니다., ”

이라고 기록되어 있듯이, 표연말表沿沫선생은 평생을 학문과 벗했으며, 효자로써의 도리를 다한 선비였다. 또한 표연말表沿沫 선생의 졸기에 있듯이 선생은 성품이 순후하고 성실한데다가 서사書史를 통하여 문명文名이 있었으며, 오래 경악經幄에서 모시었다.
이런 선생이 스승의 행장行狀을 쓴 것은 단지 제자로써의 도리를 다한 것이고, 스승의 행장行狀이었기 때문에 다소 미화美化한 것은 죄가 될 수 없는 일이다. 또한,

‘공公의 도덕과 문장은 진실로 일찍이 현관顯官으로 등용되어 사업에 베풀었어야 할 것인데 어버이를 위하여 외직外職을 빌어 오래 하리下吏에 머물러 있었고, 늦게야 임금의 알아줌을 입어 빨리 육경六卿으로 승진되어 바야흐로 크게 쓰이게 되었으나, 공公의 병은 이미 어찌할 수 없는 지경에 이르러 두 번 다시 조정에 오르지 못하였으니, 어찌 우리 도의 불행이 아니랴!
의논하는 자는,「공公이 조정에 선 지 오래지 않아서 비록 큰 의논을 세우지 못하고 큰 정책을 진술하지 못했다.」하지만, 한 세상의 사문斯文의 중망을 짊어지고 능히 사도師道로서 자처하여 인재를 작성함에 있어서는 근세에 한 사람일 따름이다.’

이라는 행장行狀 내용에는 세조임금을 사무치게 욕한 내용도 없고, 대대로 이어지는 왕조에 대한 깊은 불신의 그림자도 없다.
그러나 단지 정치적인 반목 때문에 스승과 6명의 제자들이 참형을 당하는 무오사화戊午士禍 속에서 표연말表沿沫 선생이 스승의 행장行狀을 썼다는 이유로 유배流配를 당하고, 그 유배지로 가는 도중에 객사客死한 것은 너무나 슬픈 일이다. 표연말 선생의 죽음을 두고「실록實錄」에는

“유배流配되어 가던 표연말表沿沫이 은계역銀溪驛 도중에서 죽었다. 표연말表沿沫은 성품이 순후하고 성실한데다가 서사書史를 통하여 문명文名이 있었다. 오래 경악經幄에서 모시었으며, 여러 벼슬에서 지내 동지중추부사同知中樞府事까지 이르렀다.”,

는 짤막한 ‘졸기’를 기록하였다.

## 저서
- 《남계문집(枏溪文集)》

## 가족
- 증조부 : 표을충(表乙忠)
  - 조부 : 표하(表河)
    - 부 : 표계(表繼)

  - 외조부 : 안홍기(安鴻起)
    - 모 : 탐진 안씨(耽津安氏)
      - 형 : 표연원(表沿源)
      - 형 : 표연한(表沿漢) - 양덕현감(陽德縣監)

    - 처부 : 이종림(李從林)
      - 부인 : 성주 이씨(星州李氏)
        - 아들 : 표빙(表憑)